# GPL 링크 예외
GPL 링크 예외(GPL linking exception)는 GNU 일반 공중 사용 허가서(GPL)를 수정하여 라이브러리 코드를 제공하는 소프트웨어 프로젝트가 해당 코드를 사용하는 프로그램에 GPL의 모든 약관을 적용하지 않고도 "링크"될 수 있도록 하는 방식이다. 링킹은 라이브러리의 코드를 사용하는 코드와 연결하여 단일 실행 파일을 생성하는 기술적인 과정이다. 이 과정은 기능적인 기계 판독 코드를 생성하기 위해 컴파일 타임 또는 런타임에 수행된다. 자유 소프트웨어 재단은 링킹 예외를 적용하지 않으면 GPL 라이브러리 코드에 링크된 프로그램은 GPL 호환 라이선스 하에서만 배포될 수 있다고 명시한다. 이는 법원에서 명시적으로 테스트되지는 않았지만, 링킹 위반으로 인해 합의가 이루어진 경우가 있었다. GNU 클래스패스 프로젝트의 라이선스에는 이러한 내용이 명시적으로 포함되어 있다.
GPL에 따라 배포되는 많은 자유 소프트웨어 라이브러리는 예외의 문구는 다르지만 동일한 예외를 사용한다. 주목할 만한 프로젝트로는 ERIKA Enterprise, GNU 가일, GNAT의 런타임 라이브러리, GNU 클래스패스 및 GCC 런타임 라이브러리 예외가 있다.
컴파일러 런타임 라이브러리도 종종 이 라이선스 수정 또는 이에 상응하는 것을 사용한다. 예를 들어, GNU 컴파일러 모음의 libgcc 라이브러리, 그리고 프리 파스칼 프로젝트의 모든 라이브러리가 그러하다.
2007년에 썬 마이크로시스템즈는 자바 SE 및 자바 EE 프로젝트를 위한 클래스 라이브러리의 소스 코드 대부분을 GPL 버전 2와 클래스패스 링킹 예외 조항에 따라 출시했으며, 그들의 엔터프라이즈 서버인 글래스피시 및 넷빈즈 자바 IDE에 대한 가능한 라이선스 중 하나로 동일한 라이선스를 사용했다.
GNU 약소 일반 공중 사용 허가서(LGPL) 버전 3도 마찬가지로 GPL에 대한 예외로 구성되어 있다.

## 클래스패스 예외
GNU 클래스패스 프로젝트는 이러한 GPL 링크 예외 사용의 한 예시를 제공한다. GNU 클래스패스 라이브러리는 다음 라이선스를 사용한다.
클래스패스는 GNU 일반 공중 사용 허가서의 조항에 따라 다음 설명 및 특별 예외 조항과 함께 배포됩니다.
이 라이브러리를 다른 모듈과 정적으로 또는 동적으로 연결하는 것은 이 라이브러리를 기반으로 하는 결합된 작업을 만드는 것입니다. 따라서 GNU 일반 공중 사용 허가서의 조건이 전체 결합물에 적용됩니다.
특별 예외 조항으로, 이 라이브러리의 저작권자는 이 라이브러리를 독립적인 모듈과 연결하여 실행 파일을 생성할 수 있는 권한을 부여하며, 이 독립적인 모듈의 라이선스 조항에 관계없이 해당 결과 실행 파일을 귀하가 선택하는 조건에 따라 복사 및 배포할 수 있습니다. 단, 각 링크된 독립 모듈에 대해 해당 모듈의 라이선스 조항을 준수해야 합니다. 독립 모듈은 이 라이브러리에서 파생되거나 이를 기반으로 하지 않는 모듈입니다. 이 라이브러리를 수정하는 경우, 이 예외를 귀하의 라이브러리 버전에 확장할 수 있지만, 그렇게 할 의무는 없습니다. 그렇게 하지 않으려면, 귀하의 버전에서 이 예외 문구를 삭제하십시오.

따라서 이는 많은 종류의 애플리케이션과 애플릿을 실행, 생성 및 배포하는 데 사용될 수 있다. GNU 클래스패스가 가상 머신, 자바 언어용 컴파일러 또는 자바 프로그래밍 언어로 작성된 프로그램의 핵심 클래스 라이브러리로 수정되지 않은 채 사용되는 경우, 해당 프로그램을 직접 배포하는 라이선싱에는 영향을 미치지 않는다.

## GNU 약소 일반 공중 사용 허가서
LGPL 버전 2.1은 독립형 라이선스였지만, 현재 LGPL 버전 3은 GPL에 대한 참조를 기반으로 한다.
위의 GNU 클래스패스 라이선스와 비교하여 LGPL은 링킹 예외에 대해 더 많은 요구 사항을 명시한다. 라이선스 보유자는 자신이 사용하는 라이브러리 부분의 수정과 이러한 수정 사항을 디버깅하기 위한 (자신들의 소프트웨어 및 라이브러리에 대한) 역공학을 허용해야 한다.

## 같이 보기
- GNU 일반 공중 사용 허가서 § Linking and derived works
- 자유-오픈 소스 소프트웨어 라이선스
- GNAT 수정 일반 공중 사용 허가서
- OpenSSL 예외
- GPL 링크 예외를 사용하는 소프트웨어 (분류)
- GPL 폰트 예외